# Белая дверь (сингл)
«Бе́лая дверь» — сингл Аллы Пугачёвой, выпущенный в СССР фирмой «Мелодия» в 1985 году с одноимённой песней, размещённой на его второй стороне. На первой стороне содержится песня «Отражение в воде». Обе песни написаны композитором Юрием Чернавским и поэтом Леонидом Дербенёвым специально для кинофильма «Сезон чудес», в котором певица снялась в эпизодической роли. Фильм пользовался большой популярностью, и песни из него в исполнении Аллы Пугачёвой попали на высшие строчки советских хит-парадов.
Сингл стал первым отечественным синглом в дискографии певицы в традиционном формате (7", 45 об./мин). До этого все отдельные записи популярных песен Аллы Пугачёвой или релизы анонсного характера, предваряющие выпуск альбомов, издавались в форматах миньона или гибкой пластинки.
Обе песни, несмотря на популярность, в концертный репертуар и сольные долгоиграющие пластинки певицы не попали. На дисках-гигантах они издавались только в различных сборниках фирмы «Мелодия» и в частности на авторской пластинке поэта Леонида Дербенёва «Робинзон». Что касается дисков Пугачёвой, то впервые они были включены лишь в 1995 году в компиляцию «Путь звезды. Песни на стихи Леонида Дербенёва», посвящённую памяти поэта. А спустя год, в 1996 году, они вошли в один из альбомов «Коллекции» Аллы Пугачёвой.

## Список композиций и участники записи
Все тексты написаны Леонидом Дербенёвым, вся музыка написана Юрием Чернавским.
Аккомпанемент во всех записях: Инструментальный ансамбль под управлениям Юрия Чернавского.
| №                   | Название            | Длительность |
| ------------------- | ------------------- | ------------ |
| 1.                  | «Отражение в воде»  | 4:10         |
| Общая длительность: | Общая длительность: | 4:10         |

| №                   | Название            | Длительность |
| ------------------- | ------------------- | ------------ |
| 1.                  | «Белая дверь»       | 4:45         |
| Общая длительность: | Общая длительность: | 4:45         |

Запись Одесской киностудии.